# غلشن بزرغ مختار (سررود الجنوبي)
غلشن بزرغ مختار (بالفارسية: گلشن بزرگ مختار) هي قرية تقع في إيران في قسم سررود الجنوبي الريفي. يقدر عدد سكانها بـ 35 نسمة بحسب إحصاء 2016.